# Anastasio de Antioquía
Anastasio fue un patriarca de Antioquía del siglo VI cuya fiesta en Oriente se celebra el 20 de abril.

## Historia
Es dudoso su origen palestino y su condición de monje del monasterio del Sinaí. Antes de ser obispo de la sede antioquena fue apocrisiario (representante de su obispo. Aunque no es seguro si desempeñó el cargo por cuenta de Apolinar, patriarca de Alejandría en Antioquía, o bien en Constantinopla, a fines de 558 o comienzos de 559. A la muerte del patriarca Domnino III lo sucedió como patriarca de Antioquía.

En 565 se opuso al edicto de Justiniano, promulgado hacia fines de 564 sobre el aftardocetismo, el cual decía: “los sufrimientos de Cristo durante la pasión, si fueron reales fue por un milagro especial debido a su voluntad”. Ese mismo año, Anastasio presidió en su metrópoli un concilio convocado por el emperador, donde reunió a 195 obispos. Todos se declararon dispuestos a abandonar sus sedes antes de aceptar la doctrina de los fantasiastas, denominación que recibían los julianistas. El concilio redactó una epístola al emperador, misma que provocó una violenta reacción por parte de Justiniano. Las medidas punitivas no fueron ejecutadas nunca por la muerte del emperador, acontecida el 15 de noviembre de 565.

En 570, el emperador Justino II hizo destituir de Antioquía al patriarca Anastasio, al parecer sin la canónica deliberación sinodal, acusándolo de hablar mal del emperador y de dilapidar a los recursos de su Iglesia. Lo exilió a Jerusalén, y fue reemplazado por un monje del Sinaí, el patriarca Gregorio. 
Mantuvo íntima amistad con Gregorio Magno, que al ser elegido papa obtuvo del emperador Mauricio en 593 su rehabilitación en la sede patriarcal, después de la muerte del patriarca Gregorio. Anastasio continuó su episcopado tranquilamente hasta su muerte en 598 o 599. Aunque la fijación de la muerte del patriarca depende de la existencia o no de un homónimo e inmediato sucesor suyo en el trono patriarcal, Anastasio II. Este habría fallecido de muerte violenta en 609 o 610, en tiempos del emperador Focas. En los libros litúrgicos de la Iglesia griega se conmemora un solo patriarca de Antioquía, de nombre Anastasio, calificado además, como mártir.

## Obras
Entre los escritos polémico/dogmáticos se encuentran íntegros:
- De sancta Trinitate, que habla de la eternidad del Verbo, su consubstancialidad con el Padre y el Espíritu Santo, la procesión de este también del Hijo, unidad de naturaleza y de operaciones divinas.
- El escrito contra los triteístas y Juan Filópono
- De Incircumscripto, donde expresa que Dios está en todas partes y continuamente presente en lo creado
- De divina incarnatione, donde toca el tema de la unión hipostática de las dos naturalezas distintas e inconfusas
- De passione et impassibilitate, y De resurrectione.

De otros escritos sólo se conservan fragmentos. Tuvo mucho influjo en los teólogos bizantinos posteriores por su exposición clara y casi «escolástica».,
De sus escritos polémicos-dogmáticos se conservan íntegros solamente De orthodoxa fideorationes. Y sobre sus sermones, los reconocidos como auténticos son la Oratio pacificatoria y el De quadragesima.
A Anastasio se adjudica también la única Notitia Episcopatuum del patriarcado de Antioquía, la Notitia Antiochena.